# Polycephalium lobatum
Polycephalium lobatum är en tvåhjärtbladig växtart som först beskrevs av Jean Baptiste Louis Pierre, och fick sitt nu gällande namn av Jean Baptiste Louis Pierre. Polycephalium lobatum ingår i släktet Polycephalium och familjen Icacinaceae. Inga underarter finns listade i Catalogue of Life.